# ブラッド・スメリー
ブラッド・スメリー（Brad Smelley 1989年4月20日- ）はアラバマ州タスカルーサ出身の元アメリカンフットボール選手。NFLのクリーブランド・ブラウンズ、ヒューストン・テキサンズ等に所属していた。現役時代のポジションはタイトエンド。

## 経歴
高校時代はクォーターバックを務めた。アラバマ大学に進学した彼は、1年次の2008年、シーズン7試合目から出場し8試合に出場、7回のレシーブで98ヤードを獲得した。2年次の2009年、2試合でハーフバックとしての2試合の先発出場を含む13試合に出場、7回のレシーブで50ヤードを獲得した。3年次の2010年、13試合に出場、6回のレシーブで55ヤードを獲得した。4年次の2011年、34回のレシーブで356ヤードを獲得、4TDをあげた。彼の在学中アラバマ大学は2回全米チャンピオンとなった。
2012年のNFLドラフト7巡でクリーブランド・ブラウンズに指名された。5月にブラウンズと4年間214万ドル（45,890ドルのサインボーナス）の契約を結んだ。プレシーズンゲーム第1週、TDをあげた。8月31日にブラウンズから解雇され、プラクティス・スクワッドとしてブラウンズに残った。12月10日、アクティブロースターに加わった。ブラウンズでは2試合に出場し1回のレシーブで3ヤードを獲得した。
2013年9月1日、ブラウンズから解雇されてフリーエージェントとなった。同年11月にセントルイス・ラムズとプラクティススクワッド契約を結んだがわずか3日後にジャスティス・カニンガムの代わりに解雇された。2013年12月3日にヒューストン・テキサンズとプラクティススクワッド契約。、12月13日にはアクティブロースターに昇格したがその後解雇された。
2014年8月11日、プレシーズンゲームで負傷して故障者リスト入りしたメイソン・ブロディンの代わりにセントルイス・ラムズと契約を結んだ。8月29日の最終ロースターカットで解雇され、9月3日にラム図とプラクティススクワッド契約を結んだ。
2015年のオフシーズン、ラムズのロースターにはジャレッド・クック、ランス・ケンドリクス、コリー・ハーキーがおり、それに次ぐポジションをアレックス・ベイヤー、ジャスティス・カニンガムと争ったその後解雇された。
2016年1月6日、ラムズとフューチャー契約を結んだ。